# Frontul Sandinist de Eliberare Națională
Frontul Sandinist de Eliberare Națională  (spaniolă Frente Sandinista de Liberación Nacional, FSLN) este un partid politic socialist din Nicaragua. Membrii săi se numesc sandinistas (sandiniști). Numele partidului vine de la Augusto César Sandino, cel care a condus rezistența nicaraguană împotriva ocupației Statelor Unite în anii '30. 
Frontul Sandinist l-a răsturnat pe Anastasio Somoza DeBayle în 1979, punând capăt dinastiei Somoza, instituind un guvern revoluționar. Preluând puterea, sandiniștii au condus Nicaragua din 1979 până în 1990, mai întâi ca parte a unei Junte a Reconstrucției Naționale. În urma demisiei membrilor centriști din această Juntă, Frontul Sandinist a preluat puterea exclusivă în martie 1981. Acesta a instituit o politică de alfabetizare în masă, a dedicat resurse semnificative pentru îngrijirea sănătății și a promovat egalitatea de gen, dar a făcut obiectul unor critici internaționale pentru încălcarea drepturilor omului, executările în masă și oprimarea popoarelor indigene. Un grup susținut de SUA, cunoscut sub numele de Contras, a fost format în 1981 pentru a răsturna guvernul sandinist, fiind finanțat și instruit de Agenția Centrală de Informații (CIA). În 1984 au avut loc alegeri, dar au fost boicotați de unele partide de opoziție. Frontul Sandinist a câștigat majoritatea voturilor, iar cei care s-au opus sandiniștilor au câștigat aproximativ o treime din locuri. Războiul civil dintre Contras și guvern a continuat până în 1989. După revizuirea constituției din 1987 și după ani de luptă împotriva Contras, Frontul Sandinist a pierdut alegerile din 1990 în fața Violetei Barrios de Chamorro, dar a păstrat o mulțime de locuri în legislatură. 
Frontul Sandinist este acum singurul partid de conducere al Nicaragua. Frontul Sandinist deseori concurează în alegeri cu Partidul Liberal Constituționalist, mult mai mic. La alegerile generale din 2006, fostul președinte al Frontul Sandinist, Daniel Ortega, a fost reales președinte al Nicaragua, cu 38,7% din voturi, comparativ cu 29% pentru principalul său rival, aducând al doilea guvern sandinist al țării după 17 ani de opoziție. Ortega și Frontul Sandinist au fost realeși atât la alegerile prezidențiale din noiembrie 2011, cât și la cele din noiembrie 2016. 

## Istorie

### Originea termenului de sandinist
Sandiniștii și-au luat numele de la Augusto César Sandino (1895-1934), liderul rebeliunii naționaliste din Nicaragua împotriva ocupației americane a țării la începutul secolului XX (cca. 1922-1934). 
Sandino a fost asasinat în 1934 de Garda Națională din Nicaragua (Guardia Nacional ), forța de poliție, echipată de SUA, a lui Anastasio Somoza, a cărui familie a condus țara din 1936 până când a fost răsturnată de sandiniști în 1979.

### Înființare (1961–1970)
Frontul Sandinist își are originea în mediul diferitelor organizații opoziționale, grupuri de tineret și studenți la sfârșitul anilor 1950 și începutul anilor 1960. Universitatea din Léon și Universitatea Națională Autonomă din Nicaragua (UNAN) din Managua au fost două dintre principalele centre de activitate. Inspirat de Revoluția și Frontul de Eliberare Națională din Algeria, Frontul Sandinist în sine a fost înființat în 1961 de Carlos Fonseca, Tomás Borge, Casimiro Sotelo și alții ca Front de Eliberare Națională (FLN). Doar Tomás Borge a trăit destul de mult pentru a vedea victoria sandinistă în 1979. 
Termenul de "sandinist" a fost adăugat doi ani mai târziu, stabilind continuitatea cu mișcarea lui Sandino și folosind moștenirea sa pentru a dezvolta ideologia și strategia mișcării mai noi. La începutul anilor '70, Frontul Sandinist lansa inițiative militare limitate. 

### Rebeliunea (1970–1976)
Pe 23 decembrie 1972, un cutremur cu magnitudinea de 6,2 a pus la pământ capitala, Managua. Seismul a ucis 10.000 din cei 400.000 de locuitori ai orașului și a lăsat alte 50.000 de persoane fără adăpost. Aproximativ 80% din clădirile comerciale ale Managua au fost distruse. Garda Națională a președintelui Anastasio Somoza Debayle a delapidat o mare parte din ajutorul internațional care a curs în țară pentru a ajuta la reconstrucție,   și mai multe părți din centrul Managuăi nu au fost niciodată reconstruite. Președintele a acordat contracte de reconstrucție în mod preferențial familiei și prietenilor, profitând astfel de cutremur și sporind controlul asupra economiei orașului. După unele estimări, averea sa personală a crescut la 400 de milioane de dolari în 1974. 
În decembrie 1974, un grup de gherilă afiliat cu Frontul Sandinist, condus de Eduardo Contreras și Germán Pomares, a făcut ostatici membri ai guvernului, aflați la o petrecere în casa ministrului agriculturii din suburbia Managua, Los Robles, printre care mai mulți oficiali de frunte din Nicaragua și rude cu Somoza. Asediul a fost atent programat să aibă loc după plecarea ambasadorului SUA de la adunare. La 10:50 pm, un grup de 15 tineri gherileri și comandanții lor, Pomares și Contreras, au intrat în casă. L-au omorât pe ministru, care a încercat să-i împuște, în timpul preluării. Grupul de gherilă a primit răscumpărare 2 milioane de dolari SUA și li s-a citit comunicatul oficial la radio și tipărit în ziarul La Prensa. 
În următorul an, gherilele au reușit, de asemenea, să elibereze 14 închisori sandiniste din închisoare și, odată cu aceștia, au fost transportați în Cuba. Unul dintre prizonierii eliberați a fost Daniel Ortega, care va deveni mai târziu președintele Nicaragua.  De asemenea, grupul a făcut lobby pentru o creștere a salariilor pentru soldații Gărzii Naționale la 500 de cordobas (71 USD la acea vreme).  Guvernul Somoza a răspuns cu cenzură, intimidare, tortură și crimă. 
În 1975, Somoza a impus o stare de asediu, cenzurând presa și amenințând toți adversarii cu internare și tortură. Garda Națională a lui Somoza și-a mărit violența împotriva indivizilor și comunităților suspectate de colaborare cu sandiniștii. Multe dintre gherilele Frontul Sandinist au fost ucise, inclusiv liderul și fondatorul său Carlos Fonseca în 1976. Fonseca se întorsese în Nicaragua în 1975, din exilul său în Cuba, pentru a încerca să reunească facțiuni care existau în Frontul Sandinist. El și grupul său au fost trădați de un țăran care a informat Garda Națională că se aflau în zonă. Grupul de gherilă a fost ambuscat, iar Fonseca a fost rănit. În dimineața următoare, Fonseca a fost executat de Garda Națională. 

### Split (1977–1978)
După înfrângerea Frontului Sandinist în bătălia de la Pancasán în 1967, organizația a adoptat teoria  „Războiului Popular prelungit” ( Guerra Popular Prolongada, GPP) ca doctrină strategică. GPP s-a bazat pe „acumularea de forțe în tăcere”: în timp ce organizația urbană a recrutat în campusurile universitare și a jefuit bani de la bănci, cadrele principale urmau să se stabilească definitiv în zona de nord a muntelui central. Acolo, ei vor construi o bază de sprijin țărănesc de bază pentru pregătirea războiului de gherilă rural. 
Ca urmare a campaniei represive a Gărzii Naționale, în 1975, un grup din cadrul brațului de mobilizare urbană a Frontului Sandinist a început să pună la îndoială viabilitatea GPP. În viziunea tinerilor intelectuali marxiști ortodocși, precum Jaime Wheelock, dezvoltarea economică a transformat Nicaragua într-o națiune de muncitori din fabrici și muncitori agricoli care câștigă salarii. Facțiunea lui Wheelock a fost cunoscută sub numele de „tendința proletară”. 
La scurt timp, o a treia facțiune a apărut în cadrul Frontului Sandinist. „Tendința insurecțională”, cunoscută și sub numele de „A Treia Cale” sau Terceristas, condusă de Daniel Ortega, fratele său Humberto Ortega și de mexicanul Victor Tirado Lopez, a fost mai pragmatică și a solicitat alianțe tactice, temporare cu non-comuniști, inclusiv opoziția de dreapta, într-un front popular împotriva regimului Somoza. Atacând direct Garda, Terceristas ar demonstra slăbiciunea regimului și i-ar încuraja pe ceilalți să ia armele. 
În octombrie 1977, un grup de proeminenți profesioniști din Nicaragua, lideri de afaceri și clerici s-au aliat cu Terceristas pentru a forma „ El Grupo de los Doce ” (Grupul celor doisprezece) din Costa Rica. Ideea principală a grupului a fost organizarea unui guvern provizoriu în Costa Rica. Noua strategie a Terceristas a inclus, de asemenea, greve neînarmate și revolte ale grupurilor de muncă și studenți, coordonate de „Mișcarea Populară Unită” a Frontului Sandinist (Movimiento Pueblo Unido - MPU). 

### Insurecție (1978)
La 10 ianuarie 1978, Pedro Joaquín Chamorro, redactorul ziarului de opoziție La Prensa și lider al „Uniunii Democratice de Eliberare” (Unión Democrática de Liberație - UDEL), a fost asasinat. Deși asasinii săi nu au fost identificați la vremea respectivă, probele au implicat fiul președintelui Somoza și alți membri ai Gărzii Naționale. Revoltele spontane au urmat în mai multe orașe, în timp ce comunitatea de afaceri a organizat o grevă generală cerând demisia lui Somoza. 
Terceriștii au efectuat atacuri la începutul lunii februarie în mai multe orașe din Nicaragua. Garda Națională a răspuns prin continuarea creșterii represiunii și folosind forța pentru a stăvili și intimida orice opoziție față de guvern. Greva la nivel național care a paralizat țara timp de zece zile a slăbit întreprinderile private și majoritatea au decis să își suspende participarea în mai puțin de două săptămâni. Între timp, Somoza și-a afirmat intenția de a rămâne la putere până la sfârșitul mandatului său prezidențial în 1981. Guvernul Statelor Unite și-a manifestat nemulțumirea față de Somoza prin suspendarea oricărei asistențe militare acordate regimului, dar a continuat să aprobe asistența economică țării din rațiuni umanitare. 
În august, Terceristas a organizat o luare de ostatici. Douăzeci și trei de comandouri terceriste conduse de Edén Pastora au arestat întregul Congres din Nicaragua și au luat aproape 1.000 de ostatici, inclusiv pe nepotul lui Somoza, José Somoza Abrego, și vărul Luis Pallais Debayle. Somoza a renunțat la cererile lor și a plătit o răscumpărare de 500.000 de dolari, a eliberat 59 de prizonieri politici (inclusiv șeful GPP Tomás Borge ), a transmis un comunicat cu apelul Frontului Sandinist pentru insurecție generală și a oferit guerrilelor trecerea în siguranță în Panama. 
Câteva zile mai târziu, șase orașe din Nicaragua s-au ridicat în revoltă. Tinerii înarmați au preluat orașul Matagalpa . Cadrele Tercerista au atacat posturile Gărzii în Managua, Masaya, León, Chinandega și Estelí . Un număr mare de civili semi-înarmați s-au alăturat revoltei și au pus sub asediu garnizoanele Gărzii din ultimele patru orașe. Insurecția din septembrie 1978 a fost înăbușită cu costul a câteva mii de victime, în mare parte civile. Membrii celor trei fracțiuni au luptat în aceste insurecții, care au început să estompeze diviziunile și să pregătească calea pentru acțiuni unificate. 

### Reunificare (1979)
La începutul anului 1979, președintele Jimmy Carter și Statele Unite nu mai susțineau regimul Somoza, dar nu doreau ca un guvern de stânga să preia puterea în Nicaragua. „Frontul Larg de Opoziție” moderat (Frente Amplio Opositor - FAO) care s-a opus lui Somoza a fost format dintr-o conglomerare de dizidenți în cadrul guvernului, precum și „Uniunea Democrată de Eliberare” (UDEL) și „Cei Doisprezece”, reprezentanți ai Terceristas (ai căror membri fondatori l-au inclus pe Casimiro A. Sotelo, devenit ulterior ambasador în SUA și Canada reprezentând Frontul Sandinist). FAO și Carter au creat un plan care îl va elimina pe Somoza din funcție, dar nu a lăsat nicio parte din puterea guvernului Frontului Sandinist. Eforturile FAO și-au pierdut legitimitatea politică, întrucât nicaraguanii au protestat zicând că nu doreau „Somocismo sin Somoza” (Somozism fără Somoza).     
„Cei Doisprezece” au abandonat coaliția în semn de protest și au format „Frontul Patriotic Național” (Frente Patriotico Nacional - FPN) împreună cu „Mișcarea Populară Unită” (MPU). Acest lucru a consolidat organizațiile revoluționare, deoarece zeci de mii de tineri s-au alăturat Frontului Sandinist și luptei împotriva lui Somoza. O consecință directă a răspândirii luptei armate în Nicaragua a fost reîntregirea oficială a Frontului Sandinist care a avut loc la 7 martie 1979. Nouă bărbați, trei din fiecare tendință, au format Direcția Națională care va conduce Frontul Sandinist reunit. Au fost: Daniel Ortega, Humberto Ortega și Víctor Tirado (Terceristas); Tomás Borge și Henry Ruiz (facțiunea GPP) și Jaime Wheelock, Luis Carrión și Carlos Núñez.

### Revoluția nicaraguană
Frontul Sandinista evoluat de la unul dintre numeroase grupuri de opoziție la un rol de lider în răsturnarea regimului Somoza. La mijlocul lunii aprilie 1979, cinci fronturi de gherilă s-au deschis sub comanda comună a Frontului Sandinist, inclusiv un front intern în capitala Managua. Tinere cadre de gherilă și gardienii naționali se ciocneau aproape zilnic în orașe din toată țara. Obiectivul strategic al ofensivei finale a fost divizarea forțelor inamice. Insurecția urbană a fost elementul crucial pentru că Frontul Sandinist nu a putut niciodată să spere să obțină o superioritate simplă la bărbați și putere de foc față de Garda Națională. 
Pe 4 iunie, Frontul Sandinist a apelat la o grevă generală până când Somoza a căzut și a fost lansată o revoltă în Managua. Pe 16 iunie a fost anunțată și organizată în Costa Rica formarea unui guvern provizoriu al Nicaraguei în exil, format dintr-o Juntă de cinci membri a reconstrucției naționale. Membrii noii junte au fost Daniel Ortega (Frontul Sandinist), Moisés Hassan (FPN), Sergio Ramírez („Cei Doisprezece”), Alfonso Robelo (MDN) și Violeta Barrios de Chamorro, văduva directorului publicației La Prensa Pedro Joaquín Chamorro. Până la sfârșitul acelei luni, cu excepția capitalei, cea mai mare parte din Nicaragua era sub controlul Frontului Sandinist, inclusiv León și Matagalpa, cele mai mari două orașe din Nicaragua după Managua. 
Pe 9 iulie, guvernul provizoriu din exil a lansat un program guvernamental, în care se angaja să organizeze un regim democratic eficient, să promoveze pluralismul politic și sufragiul universal și să interzică discriminarea ideologică, cu excepția celor care promovează „întoarcerea guvernării lui Somoza”. Pe 17 iulie, Somoza și-a dat demisia, a predat puterea lui Francisco Urcuyo și a fugit la Miami. În timp ce inițial căuta să rămână la putere pentru a îndeplini mandatul prezidențial al lui Somoza, Urcuyo și-a cedat poziția în fața juntei și a fugit în Guatemala două zile mai târziu. 
Pe 19 iulie, armata Frontului Sandinist a intrat în Managua, culminând cu primul obiectiv al revoluției nicaraguane. Războiul a lăsat aproximativ 30.000-50.000 de morți și 150.000 de nicaraguani în exil. Junta de cinci membri a intrat a doua zi în capitala Nicaraguei și și-a asumat puterea, reiterând angajamentul său de a lucra pentru pluralismul politic, un sistem economic mixt și o politică externă nealiniată. 

### Regimul sandinist (1979–1990)
Sandiniștii au moștenit o țară cu o datorie de 1,6 miliarde de dolari (SUA), aproximativ 30.000 - 50.000 de morți în razboi, 600.000 de persoane fără adăpost și o infrastructură economică devastată. Pentru a începe sarcina de a stabili un nou guvern, au creat un Consiliu (sau junta) al Reconstrucției Naționale, formată din cinci membri numiți. Trei dintre membrii numiți - militanții sandiniști Daniel Ortega, Moises Hassan și romancierul Sergio Ramírez (membru al Los Doce „Cei Doisprezece”) - au aparținut FSLN. De asemenea, au fost numiți doi membri ai opoziției, omul de afaceri Alfonso Robelo și Violeta Barrios de Chamorro (văduva lui Pedro Joaquín Chamorro). Au fost necesare doar trei voturi pentru a aproba legea. 
Frontul Sandinist a înființat, de asemenea, un Consiliu de Stat, subordonat Juntei, care era format din organisme reprezentative. Cu toate acestea, Consiliul de Stat nu a acordat partidelor politice decât douăsprezece din patruzeci și șapte de locuri; restul locurilor au fost acordate organizațiilor de masă sandiniste. Din cele douăsprezece locuri rezervate partidelor politice, doar trei nu s-au aliat Frontului Sandinist. Datorită regulilor care guvernează Consiliul de Stat, în 1980, ambii membri ai juntei non-Frontul Sandinist și-au dat demisia. Cu toate acestea, începând cu starea de urgență din 1982, partidele de opoziție nu mai aveau reprezentare în consiliu. Preponderența puterii a rămas sandiniștilor și prin organizațiile lor de masă, inclusiv Federația Muncitorilor Sandiniști (Central Sandinista de Trabajadores), Asociația de femei Luisa Amanda Espinoza Nicaraguan (Asociación de Mujeres Nicaragüenses Luisa Amanda Espinoza), Uniunea Națională a Fermierilor(Unión Nacional de Agricultores y Ganaderos) și, cel mai important, Comitetele de Apărare Sandiniste (CDS). Organizațiile de masă controlate de sandiniști erau extrem de influente în societatea civilă, având puterea și popularitatea maximă la mijlocul anilor '80. 
La preluarea puterii, platforma politică oficială a Frontului Sandinist a inclus următoarele: naționalizarea proprietăților deținute de familia Somoza și susținătorii acestora; reforma funciară; îmbunătățirea condițiilor de muncă rurale și urbane; sindicalizare gratuită pentru toți lucrătorii, atât urbani cât și rurali; plafonarea prețurilor mărfurilor de primă necesitate; servicii publice îmbunătățite, condiții de locuire, de educație; abolirea torturii, a asasinării politice și a pedepsei cu moartea; protecția libertăților democratice; egalitate pentru femei; politică externă nealiniată; formarea unei „armate populare” sub conducerea Frontului Sandinist și și a lui Humberto Ortega.     
Campania de alfabetizare a trimis profesori în mediul rural și în șase luni, jumătate de milion de oameni au fost învățați să citească rudimentar, ceea ce a scăzut rata analfabetismului național de la peste 50% la puțin sub 12%. Peste 100.000 de nicaraguani au participat ca profesori de alfabetizare. Unul dintre obiectivele declarate ale campaniei de alfabetizare a fost crearea unui electorat alfabetizat care să poată face alegeri în cunoștință de cauză la alegerile promise. Succesele campaniei de alfabetizare au fost recunoscute de UNESCO cu acordarea unui premiu internațional Nadezhda Krupskaya. 
Frontul Sandinist a creat, de asemenea, grupuri de vecinătate similare Comitetelor cubaneze pentru Apărarea Revoluției Comitete de Apărare Sandiniste (Comités de Defensa Sandinista sau CDS). Mai ales în primele zile de după răsturnarea lui Somoza, CDS a servit ca de facto unități de guvernare locală. Obligațiile lor includeau educația politică, organizarea mitingurilor sandiniste, distribuirea rațiilor de alimente, organizarea curățeniei locale și regionale și a activităților recreative și poliția pentru controlul jafului și reținerea contrarevoluționarilor.  CDS a făcut eforturi pentru organizarea apărării civile împotriva activităților Contras și a unei rețele de sisteme de informații pentru a-i reține pe susținători. Aceste activități i-au determinat pe criticii sandiniștilor să susțină că CDS era un sistem de rețele locale de spionaj pentru guvern folosit pentru a înăbuși dizidența politică, iar CDS deținea anumite puteri - cum ar fi posibilitatea de a suspenda privilegii precum permisele de conducere și pașapoartele - dacă localnicii refuzau să coopereze cu noul guvern. După inițierea unei implicări militare mai puternice a SUA în conflictul din Nicaragua, CDS a fost împuternicit să aplice interdicțiile de război pentru adunarea politică și asocierea cu alte partide politice (adică, partide asociate cu „ Contras”).     
Până în 1980, au început să apară conflicte între membrii sandiniști și non-sandiniști ai juntei de guvernare. Violeta Chamorro și Alfonso Robelo și -au dat demisia din junta de conducere în 1980 și au început zvonurile conform cărora membrii juntei Ortega vor consolida puterea între ei. Aceste afirmații s-au răspândit și zvonurile au intensificat faptul că era scopul lui Ortega de a transforma Nicaragua într-un stat modelat după socialismul cubanez . În 1979 și 1980, foștii susținători ai lui Somoza și foști membri ai Gărzii Naționale Somoza au format forțe militare neregulate, în timp ce nucleul inițial al Frontului Sandinist a început să se spargă. Opoziția armată față de Guvernul Sandinist s-a împărțit în cele două grupuri principale: Fuerza Democrática Nicaragüense (FDN), o armată susținută de SUA, formată în 1981 de CIA, Departamentul de Stat al SUA, și foști membri ai Gărzii Naționale Nicaraguane din epoca Somoza; și Alianza Revolucionaria Democratica (ARDE), un grup care a existat încă înainte de Frontului Sandinist și a fost condus de fondatorul sandinist și fostul comandant suprem al Frontului Sandinist, Edén Pastora, alias „Comandantul Zero” și Milpistas, fostele miliții rurale anti-Somoza, care în cele din urmă au format cea mai mare piscină de recruți pentru Contra. Deși sunt independente și adesea în conflict între ele, aceste trupe de gherilă - împreună cu alte câteva - toate au devenit în general cunoscute sub numele de "Contras" (scurt pentru " contrarrevolucionarios"). 
Milițiile de opoziție au fost inițial organizate și au rămas în mare parte segregate în funcție de apartenența regională și de mediul politic. Au efectuat atacuri asupra țintelor economice, militare și civile. În timpul războiului Contra, sandiniștii au arestat pe suspecți membri ai milițiilor Contra și au cenzurat publicațiile pe care le-au acuzat că au colaborat cu inamicul (adică SUA, FDN și ARDE, printre altele). 

#### Starea de urgență (1982–1988)
În martie 1982, sandiniștii au declarat stare oficială de urgență. Ei au susținut că acesta era un răspuns la atacurile forțelor contrarevoluționare. Starea de urgență a durat șase ani, până în ianuarie 1988, când a fost ridicată. 
Conform noii „Legi pentru menținerea ordinii și securității publice”, „Tribunales Populares Anti-Somozistas” au permis deținerea nedeterminată a suspecților contrarevoluționari fără proces. Cu toate acestea, starea de urgență a afectat în special drepturile și garanțiile conținute în "Statutul privind drepturile și garanțiile nicaraguanilor". Multe libertăți civile au fost reduse sau anulate, cum ar fi libertatea de a organiza demonstrații, inviolabilitatea căminului, libertatea presei, libertatea de exprimare și libertatea de a grevă. 
Toate emisiunile independente ale programelor de știri au fost suspendate. În total, douăzeci și patru de programe au fost anulate. În plus, cenzorul sandinist Nelba Cecilia Blandón a emis un decret prin care a ordonat tuturor posturilor de radio să emită de la postul de radio guvernamental La Voz de La Defensa de La Patria la fiecare șase ore. 
Drepturile afectate includ, de asemenea, anumite garanții procedurale în cazul reținerii, inclusiv habeas corpus. Starea de urgență nu a fost ridicată în timpul alegerilor din 1984. Au fost multe cazuri în care mitingurile partidelor de opoziție au fost contracarate fizic de Tineretul Sandinist sau de mafioții pro-sandiniști. Opozanții stării de urgență au susținut că intenția acesteia era de a zdrobi rezistența față de Frontul Sandinist. James Wheelock a justificat acțiunile Direcției spunând ". . . Anulăm licența profeților mincinoși și a oligarhilor de a ataca revoluția.". 
Unele măsuri de urgență au fost luate înainte de 1982. În decembrie 1979 au fost înființate instanțe speciale numite „Tribunales Especiales” pentru a accelera procesarea a 7.000-8.000 de prizonieri ai Gărzii Naționale. Aceste instanțe funcționau pe baza unor reguli destul de vagi privind probele și procesele cuvenite și adesea erau angajați studenți în drept și avocați fără experiență. Cu toate acestea, deciziile acestor „Tribunales Especiales” au fost supuse căilor de atac în instanțele obișnuite. Mulți dintre prizonierii Gărzii Naționale au fost eliberați imediat din lipsă de dovezi. Alții au fost grațiați sau eliberați prin decret. Până în 1986, doar 2.157 au rămas în arest și doar 39 au fost deținuți încă în 1989, când au fost eliberați în baza acordului Esquipulas II. 
La 5 octombrie 1985, sandiniștii au lărgit starea de urgență din 1982 și au suspendat multe alte drepturi civile. De asemenea, un nou regulament a obligat orice organizație din afara guvernului să prezinte mai întâi orice declarație pe care dorea să o facă publică biroului de cenzură pentru aprobare prealabilă. 
FSLN a pierdut puterea la alegerile prezidențiale din 1990, când Daniel Ortega a fost învins în alegerile prezidențiale de Violetta Chamorro.

### Sandiniștii împotriva Contras

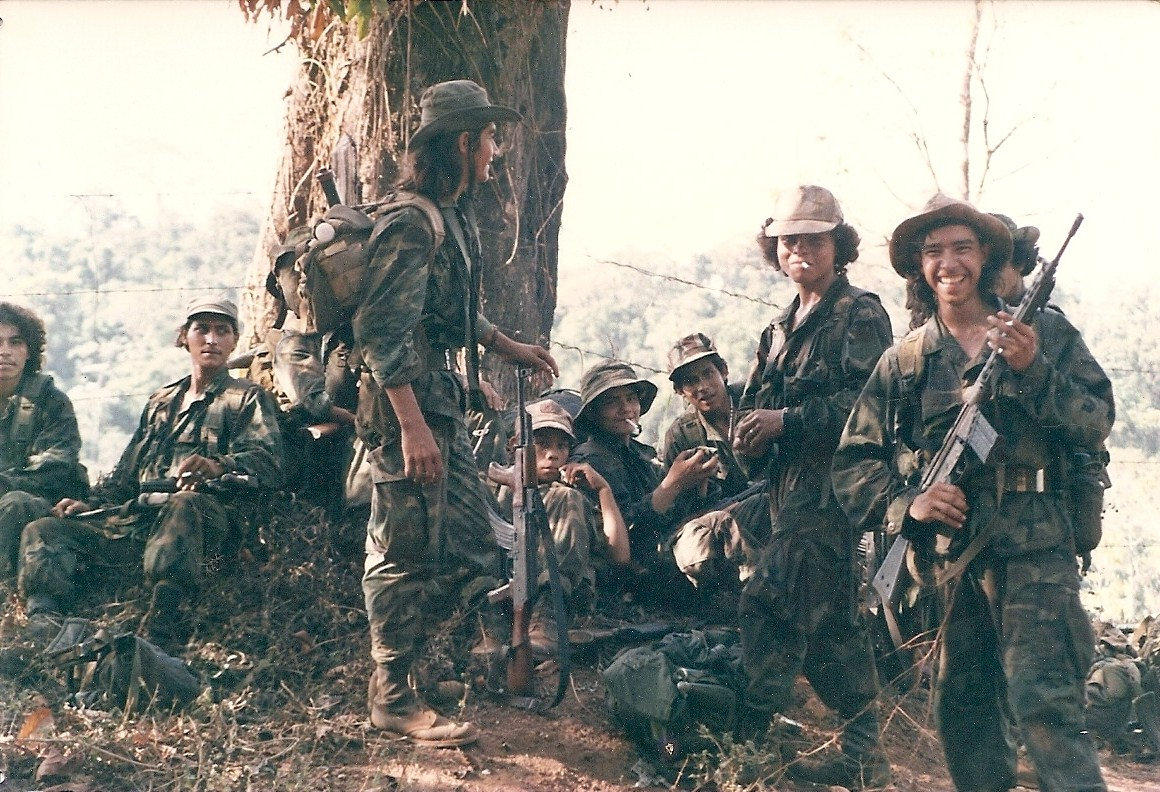
Frontul Sud ARDE Contras în 1987

După ce și-a asumat funcția în 1981, președintele american Ronald Reagan a condamnat FSLN pentru a se fi alăturat Cubei în sprijinirea mișcărilor revoluționare „marxiste” din alte țări din America Latină, cum ar fi El Salvador. Administrația sa a autorizat CIA să înceapă finanțarea, înarmarea și instruirea rebelilor, cei mai mulți dintre aceștia fiind rămășițele Gărzii Naționale a lui Somoza, ca gherile anti-sandiniste și „contrarevoluționare”  (contrarrevolucionarios în spaniolă) . Această denumire a fost scurtată la Contras, o etichetă pe care forța a ales să o îmbrățișeze. Edén Pastora și multe dintre forțele de gherilă indigene, care nu erau asociate cu „somoziștii”, au rezistat, de asemenea, sandiniștilor. 
Contras a operat în lagăre din țările vecine precum Honduras la nord și Costa Rica (a se vedea Edén Pastora citat mai jos) la sud. Așa cum era obișnuit în războiul de gherilă, ei au fost angajați într-o campanie de sabotaj economic în încercarea de a combate guvernul sandinist și au perturbat transportul maritim prin plantarea de mine subacvatice în portul Corinto din Nicaragua , acțiune condamnată de Curtea Internațională de Justiție ca fiind ilegală. De asemenea, SUA au căutat să exercite presiune economică asupra sandiniștilor și, la fel ca și pentru Cuba, administrația Reagan a impus un embargo comercial complet. 
Contras a derulat, de asemenea, o campanie sistematică pentru a perturba programele de reformă socială a guvernului. Această campanie a inclus atacuri asupra școlilor, centrelor de sănătate și a majorității populației din mediul rural, care simpatiza cu sandiniștii. Omoruri, violuri și torturi răspândite au fost, de asemenea, folosite ca instrumente pentru destabilizarea guvernului și pentru „terorizarea” populației în colaborarea cu Contras. De-a lungul acestei campanii, Contras a primit sprijin militar și financiar din partea CIA și a Administrației Reagan . Această campanie a fost condamnată la nivel internațional pentru numeroasele sale încălcări ale drepturilor omului. Suporterii Contrașilor au încercat adesea să reducă aceste încălcări sau au replicat că guvernul sandinist a făcut mult mai multe orori. În special, administrația Reagan s-a angajat într-o campanie de modificare a opiniei publice cu privire la Contras, care a fost denumită „propagandă albă”. În 1984, Curtea Internațională de Justiție a apreciat că Guvernul Statelor Unite a încălcat dreptul internațional atunci când a susținut Contras. 
După ce Congresul SUA a interzis finanțarea federală a Contras prin amendamentul Boland în 1983, administrația Reagan a continuat să sprijine Contras, prin strângerea de bani de la aliații străini și vânzarea ascunsă a armelor către Iran (angajat apoi într-un război cu Irak ) și canalizarea procedează la Contras (a se vedea afacerea Iran – Contra ).  Când a fost dezvăluită această schemă, Reagan a recunoscut că știa despre afacerile cu „arme pentru ostatici” iraniene, dar și-a clamat ignoranța cu privire la veniturile care finanțau Contras; în acest sens, consilierul de securitate națională, Lt. Col. Oliver North a luat asupra sa o mare parte din vină. 
Raportul Comitetului Senat al SUA pentru relații externe din 1988 al senatorului John Kerry privind legăturile dintre Contras și importurile de droguri în SUA a concluzionat că „factorii de decizie în vigoare din SUA nu erau imuni la ideea că banii de droguri sunt o soluție perfectă la problemele de finanțare ale Contras. “ Potrivit Arhivei Securității Naționale, Oliver North a fost în contact cu Manuel Noriega, președintele susținut de SUA în Panama. Sprijinul administrației Reagan pentru Contras a continuat să stârnească controversele până în anii '90. În august 1996, reporterul San Jose Mercury News, Gary Webb, a publicat o serie intitulată Dark Alliance, care lega originile cocainei crack din California de alianța CIA-Contra. Afirmațiile lui Webb au fost respinse de rapoartele din Los Angeles Times, The New York Times și The Washington Post, iar San Jose Mercury News și- a dezavuat în cele din urmă activitatea. O anchetă a Departamentului de Justiție al Statelor Unite a declarat, de asemenea, că „revizuirea lor nu a demonstrat principalele acuzații declarate și implicate în articolele Mercury News”. În ceea ce privește acuzațiile specifice adresate CIA, DOJ a scris „implicarea faptului că traficul de droguri de către persoanele discutate în articolele Mercury News a fost conectat la CIA, de asemenea, nu a fost susținut de fapte”.  CIA a anchetat și a respins acuzațiile. 
Războiul Contras s-a desfășurat diferit în zonele de nord și sud ale Nicaraguei. Contras cu sediul în Costa Rica a funcționat pe coasta Caraibelor din Nicaragua, care este puțin populată de grupuri indigene, inclusiv Miskito, Sumo, Rama, Garifuna și Mestizo. Spre deosebire de vestul spaniol Nicaragua, coasta Caraibelor este predominant vorbitoare de engleză și a fost în mare parte ignorată de regimul Somoza. Los Costeños (cei de pe Coastă) nu au participat la răscoala împotriva lui Somoza și au văzut sandinismul cu suspiciune de la bun început.  

### Alegeri

#### Alegerile din 1984
În timp ce sandiniștii încurajau pluralismul la bază, ei au fost poate mai puțin entuziasmați de alegerile naționale. Ei au susținut că sprijinul popular a fost exprimat în insurecție și că apelurile suplimentare la sprijinul popular ar fi o risipă de resurse și așa rare. Presiunea internațională și opoziția internă au presat în cele din urmă guvernul spre alegeri naționale. Tomás Borge a avertizat că alegerile sunt o concesie, un act de generozitate și de necesitate politică. Pe de altă parte, sandiniștii nu prea aveau de ce să se teamă de alegeri, având în vedere avantajele funcției și restricțiile asupra opoziției și au sperat să discrediteze eforturile armate de răsturnare a acestora. 
O gamă largă de partide politice, cu orientare politică de la extrema stângă la extrema dreaptă, concura pentru putere. După promulgarea unei noi constituții populiste, Nicaragua a organizat alegeri naționale în 1984. Observatorii electorali independenți din întreaga lume - inclusiv grupuri din ONU, precum și observatori din vestul Europei - au constatat că alegerile au fost corecte. Cu toate acestea, mai multe grupuri au contestat acest lucru, inclusiv UNO, o largă coaliție de activiști anti-sandinisti, COSEP, o organizație de lideri de afaceri, grupul Contra „FDN”, organizat de foști gardieni naționali ai lui Somoza, proprietari de terenuri, oameni de afaceri, țărani și ceea ce unii au pretins ca fiind patronul lor, guvernul SUA. 
Deși inițial dispusă să se prezinte la alegerile din 1984, UNO, condusă de Arturo Cruz (fost sandinist), a refuzat participarea la alegeri obiectând cu restricțiile impuse procesului electoral de  starea de urgență și avizul oficial al departamentului de stat al președintelui Ronald Reagan, care a dorit delegitimarea procesului electoral. Printre alte partide care s-au abținut s-a numărat COSEP, care a avertizat FSLN că vor refuza participarea dacă nu se va reinstitui libertatea presei. De asemenea, Coordinadora Democrática (CD) a refuzat să depună candidați și a îndemnat nicaraguenii să nu participe la alegeri. Partidul Liberal Independent (PLI), condus de Virgilio Godoy Reyes, și-a anunțat refuzul de a participa în octombrie. În consecință, când alegerile au mers înainte, SUA au ridicat obiecții pe baza restricțiilor politice instituite de starea de urgență (de exemplu, cenzura presei, anularea habeas corpus și reducerea adunărilor libere). 
Daniel Ortega și Sergio Ramírez au fost aleși președinte și vicepreședinte, iar FSLN a obținut o copleșitoare majoritate (61 din 96 de locuri) în noua Adunare Națională, după ce a preluat 67% din voturi la o prezență de 75%. În ciuda validării internaționale a alegerilor de către mai mulți observatori politici și independenți (practic toți din rândul aliaților SUA), Statele Unite au refuzat să recunoască alegerile, președintele Ronald Reagan denunțând alegerile drept o rușine. Potrivit unui studiu, întrucât alegerile din 1984 au fost pentru posturi subordonate Directoratului Sandinist, alegerile nu ar mai fi trebuit supuse aprobării prin vot mai mult decât era Comitetul Central al Partidului Comunist în țările din Blocul Comunist din estul Europei. Daniel Ortega și-a început mandatul prezidențial de șase ani la 10 ianuarie 1985. După ce Congresul Statelor Unite a refuzat continuarea finanțării Contras în aprilie 1985, administrația Reagan a ordonat un embargo total asupra comerțului Statelor Unite cu Nicaragua în luna următoare, acuzând guvernul sandinist că a amenințat securitatea Statelor Unite în regiune. 

#### Alegerile din 1990
La alegerile din 1990, care au fost mandatate de constituția din 1987, s-a văzut că administrația Bush a dat 49,75 milioane de dolari ajutor „neletal” pentru Contras, precum și 9 milioane de dolari pentru opoziția UNO , de cinci ori suma pe care George Bush a cheltuit-o în propria sa campanie electorală . Când Violetta Chamorro a vizitat Casa Albă în noiembrie 1989, SUA s-au angajat să mențină embargoul împotriva Nicaraguei, cu excepția cazului în care Violeta Chamorro ar fi câștigat. 
În august 1989, luna în care a început campania, Contras a redistribuit 8.000 de soldați în Nicaragua, după o sporire a finanțării de la Washington, și a continuat războiul de gherilă. 50 de candidați ai FSLN au fost asasinați. Contras a distribuit, de asemenea, mii de pliante UNO. 

Anii de conflict au lăsat 50.000 de victime și 12 miliarde de dolari daune într-o societate de 3,5 milioane de oameni și un PNB anual de 2 miliarde de dolari. După război, s-a făcut un sondaj asupra alegătorilor: 75,6% au fost de acord că, dacă sandiniștii ar fi câștigat, războiul nu s-ar fi încheiat niciodată. 91,8% dintre cei care au votat ONU au fost de acord cu acest lucru (William I Robinson, op. Cit.). Biblioteca Congresului Studii de țară despre Nicaragua afirmă: 
 În ciuda resurselor limitate și a organizării slabe, coaliția UNO al Violetei Chamorro a direcționat o campanie centrată în jurul economiei eșuate și a promisiunilor de pace. Mulți nicaraguani se așteptau să se adâncească criza economică a țării, iar conflictul Contra va continua dacă sandiniștii vor rămâne la putere. Chamorro a promis că va pune capăt proiectului militar nepopular, va aduce o reconciliere democratică și va promova creșterea economică. La alegerile din 25 februarie 1990, Violeta Barrios de Chamorro a obținut 55% din voturile populare împotriva celor 41% ale lui Daniel Ortega. 

### Opoziție (1990–2006)
În 1987, din cauza unui impas cu Contras, tratatul Esquipulas II a fost intermediat de președintele costarican, Óscar Arias Sánchez. Dispozițiile tratatului includeau un apel pentru încetarea focului, libertatea de exprimare și alegerile naționale. După alegerile din 26 februarie 1990, sandiniștii au pierdut și au trecut în mod pașnic puterea Uniunii Naționale de Opoziție (UNO), o alianță de 14 partide de opoziție, care variază de la organizația conservatoare de afaceri COSEP la comuniștii din Nicaragua. Candidata UNO, Violeta Barrios de Chamorro, l-a înlocuit pe Daniel Ortega în funcția de președinte al Nicaraguei. 
Motivele pierderii sandiniste din 1990 sunt controversate. Apărătorii guvernului învins afirmă că nicaraguanii au votat pentru opoziție din cauza embargoului economic continuu al SUA și a potențialei amenințări Contra. Alții au susținut că Statele Unite au amenințat că vor continua să sprijine Contras și să continue războiul civil dacă nu vor fi dați jos sandiniștii. 
După pierderea puterii, liderii sandiniști au deținut cea mai mare parte a proprietăților private și a întreprinderilor care au fost confiscate și naționalizate de guvernul FSLN. Acest proces a devenit cunoscut sub numele de "piñata" și a fost tolerat de noul guvern Chamorro. De asemenea, Ortega a afirmat că „guvernează de jos” prin grupuri pe care le controlează, cum ar fi sindicatele și grupurile de studenți. Sandiniștii proeminenți au creat, de asemenea, organizații nonguvernamentale pentru a-și promova ideile și obiectivele sociale.     
Ortega a rămas șeful FSLN, dar fratele său Humberto și-a dat demisia din partid și a rămas în fruntea armatei sandiniste, devenind un confident apropiat și susținător al lui Chamorro. Partidul a cunoscut, de asemenea, dezbinări interne, cu sandiniști de seamă precum Ernesto Cardenal și Sergio Ramírez demisionând pentru a protesta față de ceea ce au descris drept dominarea grea a partidului de către Daniel Ortega. Ramírez a fondat, de asemenea, un partid politic separat, Mișcarea de Renovare Sandinistă (MRS); facțiunea lui a devenit cunoscută sub numele de renovistas, care favorizează o abordare mai social-democrată decât sandiniștii ortodocși, sau ci dogmatici. La alegerile din 1996 din Nicaragua, Ortega și Ramírez au făcut campanii fără succes pentru președinție în numele partidelor lor, Ortega primind 43% din voturi, în timp ce Arnoldo Alemán, din partea Partidului Liberal Constituțional, a primit 51%. Sandiniștii au obținut locul doi la alegerile congresului, cu 36 din 93 de locuri. 
Ortega a fost reales în fruntea FSLN în 1998. Alegerile municipale din noiembrie 2000 au înregistrat un vot puternic sandinist, în special în zonele urbane, iar fostul ministru al turismului, Herty Lewites, a fost ales primar al capitalei, Managua. Acest rezultat a dus la o cursă strânsă la alegerile prezidențiale programate pentru noiembrie 2001. Daniel Ortega și Enrique Bolaños de la Partidul Liberal Constituțional (PLC) au fost foarte apropiați în intențiile de vot o bună parte a campaniei, dar în final PLC a obținut o victorie clară. Rezultatele acestor alegeri au fost că FSLN a câștigat 42,6% din voturile pentru parlament (față de 52,6% pentru PLC), oferindu-le 41 din cele 92 de locuri în Adunarea Națională (față de 48 pentru PLC). În cursa prezidențială, Ortega a pierdut în fața lui Bolaños 46,3% la 53,6%. 
Daniel Ortega a fost din nou reales în funcția de lider al FSLN în martie 2002 și a fost reales în funcția de președinte al Nicaraguăi în noiembrie 2006.

### Întoarcerea la guvernare
În 2006, Daniel Ortega a fost ales președinte cu 38% din voturi (vezi alegerile generale din 2006 ). Acest lucru s-a produs în ciuda faptului că mișcarea de renovare sandinistă a continuat să se opună FSLN, conducând fostul primar al Managuei Herty Lewites în calitate de candidat la funcția de președinte. Cu toate acestea, Lewites a murit cu câteva luni înainte de alegeri. 
FSLN a obținut, de asemenea, 38 de locuri la alegerile congresului, devenind partidul cu cea mai mare reprezentare în parlament. Divizarea în Partidul Liberal Constituționalist a ajutat să permită FSLN să devină cel mai mare partid din Congres. Votul Sandinista a fost, de asemenea, împărțit între FSLN și MRS, dar divizarea a fost mai neuniformă, cu un sprijin limitat pentru MRS. Votul pentru cele două partide liberale combinate a fost mai mare decât votul pentru cele două partide sandiniste. În 2010, mai mulți congresmeni liberali au susținut acuzații despre FSLN, probabil că a încercat să cumpere voturi pentru a trece la reformele constituționale care să permită Ortega să candideze pentru a șasea oară din 1984.  În 2011, Ortega a fost reales în funcția de președinte. 
Lui Ortega i-a fost permis de Curtea Supremă din Nicaragua să funcționeze din nou ca președinte, în ciuda faptului că îndeplinise deja două mandate, într-o acțiune care a fost puternic criticată de opoziție. De asemenea, Curtea Supremă a interzis liderului Partidului Liberal Independent, Eduardo Montealegre, să candideze la alegeri. Ortega a fost reales în funcția de președinte, pe fondul pretențiilor de fraudă electorală; datele despre prezența la vot nu au fost clare: în timp ce Consiliul Electoral Suprem a declarat o prezență de 66%, opoziția a susținut că doar 30% dintre alegători au participat efectiv la urne. 

#### Proteste în 2018
Anul 2018 a fost marcat de tulburări deosebite în Nicaragua, care nu se mai văzuseră în țară de trei decenii. A venit în două faze diferite, cu tulburări inițiale în contextul unui incendiu la Rezervația biologică Indio Maíz din departamentul Río San Juan (care a luat sfârșit când ploaia a stins brusc focul), ceea ce a dus la un focar de violență câteva săptămâni mai târziu, după ce reformele de securitate socială au fost anunțate de guvern. 
În timpul acestei tulburări, au existat numeroase decese legate de violență, precum și multe cazuri de tortură, agresiuni sexuale, amenințări cu moartea, intimidare și prădarea și arderea clădirii și a violenței împotriva jurnaliștilor. Cifrele opoziției au susținut că guvernul a fost responsabil pentru violență, punct de vedere susținut de anumite puncte de presă și ONG-uri, precum Amnesty International . Multe figuri de opoziție și jurnaliști independenți au fost arestați și au avut loc frecvent atacuri ale poliției contra forțelor de opoziție și mass-media independente. 
Pe 29 septembrie 2018, președintele Ortega a declarat că protestele politice sunt „ilegale” în Nicaragua, precizând că manifestanții vor „răspunde în fața justiției” dacă vor încerca să își exprime opinia public. Organizația Națiunilor Unite a condamnat acțiunile ca fiind o încălcare a drepturilor omului cu privire la libertatea de întrunire. 
Carlos Fernando Chamorro, fiul fostei președinte Violetta Chamorro și redactor la Confidencial, a părăsit țara după ce biroul său a fost supus percheziției poliției în decembrie 2018. 
În decembrie 2018, guvernul a revocat licențele a cinci organizații pentru drepturile omului, a închis birourile de știri prin cablu și emisiunea online Confidencial și a bătut jurnaliștii când au protestat. 
Ziarul Confidencial și alte mass-media au fost confiscate și luate de guvernul lui Daniel Ortega. Câteva stații de service ale mărcii Puma au fost închise după-amiază, 20 decembrie, de reprezentanții Institutului Energetic Nicaraguan (INE), o entitate de stat care are mandatul de a reglementa, printre altele, sectorul hidrocarburilor. Puma Energy a intrat pe piața derivatelor petroliere și combustibile din Nicaragua la sfârșitul lunii martie 2011, când a cumpărat întreaga rețea de stații Esso din Nicaragua, ca parte a unei operațiuni regionale care a implicat achiziționarea a 290 de stații de service și opt terminale de stocare. de combustibil în patru țări din America Centrală. 
Pe 21 decembrie 2018, poliția din Nicaragua a atacat birourile postului 100% Channel Channel. I-au arestat pe Miguel Mora, proprietarul Canalului; Lucía Pineda, șefa presei 100% Noticias și pe Verónica Chávez, soția lui Miguel Mora și gazda programului Ellas Lo Dicen. Ulterior, Verónica Chávez a fost eliberată. Miguel Mora și Lucía Pineda au fost acuzați de crime teroriste prin provocarea urii și discriminare între poliție și sandiniști. 
La 30 ianuarie 2019, FSLN a fost expulzat din Internaționala Socialistă invocându-se „încălcări grave ale drepturilor omului și ale valorilor democratice comise de guvernul Nicaragua”. Partidul  Democrat Revoluționar din Panama, de asemenea membru al Internaționalei Socialiste, a respins expulzarea FSLN și a amenințat că va părăsi Internaționala, spunând că și-a abandonat principiile și a luat o decizie în ceea ce privește America Latină, fără să consulte partidele latino-americane, și s-a referit la o „istorie a frăției în lupta pentru dreptatea socială din America Centrală” între cele două părți.